# Pazarcık
Pour l’article homonyme, voir Pazardjik (Bulgarie).
Pazarcık – en kurde : Bazarcix ou Markaz – est une ville et un district situé dans la province de Kahramanmaraş, dans la région méditerranéenne de Turquie. La ville s’érige face au barrage de Kartalkaya. La majeure partie de la population est constituée de Kurdes de confession alévie.
La ville s’est faite tristement connaître du public lors du séisme du 6 février 2023, au grand dam de ses habitants. Elle est également connue pour être le théâtre d’affrontements entre l’armée turque et le Parti des travailleurs du Kurdistan (PKK), mais aussi le lieu de naissance de nombreux combattants et commandants du PKK.

## Toponymie
Pazarcık, qui signifie littéralement « petit marché » en turc, est désigné en kurde sous les appellations de « Bazarcix » ou « Markaz ».
Dans le passé, Pazarcık était connu en français sous le nom de « Bazarchic ».

## Histoire
Sous l’Empire ottoman, Pazarcık était un temps rattaché au vilayet d’Alep. Sous la République de Turquie, il avait été raccordé à la province de Gaziantep en 1933, avant d’être définitivement réintégré au district de Kahramanmaraş en 1941,.
Dans les années 1980, à la suite du coup d’État militaire du 12 septembre 1980, Pazarcık a été un foyer du militantisme kurde mené par le PKK mais aussi du marxisme-léninisme mené par le Parti-Front révolutionnaire de libération du peuple (en turc : Devrimci Halk Kurtuluş Partisi-Cephesi – DHKP-C).

## Géographie
La ville s’élève face au barrage de Kartalkaya, qui approvisionne les districts environnants en eau potable ainsi qu’en eau pour l’agriculture. Elle se trouve à 47 kilomètres du centre-ville de la ville de Kahramanmaraş.
Le district de Pazarcık est bordé par Çağlayancerit au nord, Gaziantep, Yavuzeli, Şehitkamil et Nurdağı au sud, Türkoğlu et Dulkadiroğlu à l'ouest, ainsi que les districts d'Adıyaman, à savoir Gölbaşı, Besni et Araban à l'est.
Le district a été lourdement affecté lors du tremblement de terre du 6 février 2023.

## Sismicité
Comme la majeure partie du pays, Pazarcık est situé sur une faille sismique, en l’occurrence la faille est-anatolienne (en turc : Doğu Anadolu Fay Hattı). Il s’agit d’une zone sismiquement active.

### Séisme du 6 février 2023
Le 6 février 2023, Pazarcık est l’épicentre d’un séisme dévastateur d’une profondeur de 17,9 kilomètres et d’une magnitude de 7,8 sur l’échelle de Richter, suivi de plusieurs répliques, qui secoue gravement la région. Ce séisme aura partiellement détruit le district mais aussi la ville, causant de nombreuses pertes humaines.
La plupart des usines de fourrage et de farine du district, essentielle à l’économie locale, a été endommagée.
Il s’agit du séisme le plus important depuis celui du 17 août 1999.
De plus, une tempête survenue le 20 avril 2023 dans le district a frappé les rescapés du séisme, causant la mort de deux personnes, dont un jeune, et faisant 150 blessés.

## Démographie
Le district comptait une population estimée à 68,838 habitants au recensement de 2018.
La population est composée principalement de Kurdes de confession alévie, avec une présence de Turcs et de Kurdes sunnites. Il y aurait également, bien que dans une moindre mesure, des Arabes et des Circassiens.
Autrefois, avant le génocide arménien de 1915, le district comptait également une population arménienne. En effet, de nombreux villages du district abritaient des Arméniens.
Aujourd’hui, le district accueille également des réfugiés syriens. En effet, en 2016, l’État turc a décidé d’installer un camp de réfugiés pour 27 000 Syriens dans les huit villages du district, dont six sont exclusivement peuplés de Kurdes de confession alévie,. Cette décision a suscité de vives inquiétudes parmi la population locale, qui redoute une assimilation forcée (en turc : türkleştirme ; en français : turquisation), une politique longtemps menée par l’État turc, notamment à l’encontre des minorités kurdes et alévies.

## Ségrégation urbaine et marginalisation
Avant le massacre de Maraş de 1978, les communautés kurde et turque cohabitaient en harmonie dans le centre de la ville sans qu’il n’y ait de tensions particulières.
Cependant, après ce tragique événement, la communauté turque a préféré s’établir dans le nord de la ville, tandis que la communauté kurde s’est concentrée dans le sud de la ville. Il existe donc une « fracture sociale » au niveau de la route Kahramanmaraş-Malatya, facilement constatable.
Aujourd’hui, les communautés vivent chacune de leur côté en paix : elles ont une existence séparée mais tranquille. Elles sont parfois amenées à interagir pour des activités commerciales (s’agissant des restaurants, des commerces…) mais demeurent globalement méfiantes entre elles.
Toutefois, en cas de mandat par un maire affilié au Parti de la justice et du développement (AKP), la communauté turque bénéfice largement d’un traitement préférentiel, tandis que les besoins de la communauté kurde restent ignorés, ce qui exacerbe les tensions entre les deux communautés. À titre d’exemple, lors du mandat de 2019 à 2024 du maire Ibrahim Yilmazcan, qui est affilié à l’AKP, les routes du sud de la ville sont longtemps restées en très mauvais état, alors même que les besoins secondaires de la communauté turque étaient satisfaites, provoquant l’indignation de la communauté kurde.
Le séisme du 6 février 2023 a accentué le sentiment de marginalisation et de discrimination ressentis par les communautés alévie et kurde. En effet, des allégations de discrimination contre ces communautés ont été soulevées devant la Grande Assemblée nationale de Turquie, qui soulignaient une négligence des efforts de reconstruction dans le district de Pazarcık après le séisme. Six mois après la catastrophe, les besoins essentiels de ces communautés demeuraient encore et très largement insatisfaits. À titre d’exemple, le district était confronté à une pénurie d'eau sévère, avec de fréquentes interruptions et une distribution très limitée, empêchant les habitants de se laver ou de laver leurs vêtements.

## Langues
Le turc, langue officielle, est la langue la plus largement utilisée dans les interactions quotidiennes et les affaires administratives. Le kurde, et plus spécifiquement le dialecte kurmandji, est également parlé par la population kurde locale. Cependant, il faut noter que le kurmandji qui est parlé localement intègre des emprunts lexicaux issus du turc : à titre d’exemple, le mot « vie » se traduit par « jîyan » en kurmandji et par « hayat » en turc, mais la population locale utilise le terme de « hoyot ». De même, il y a un phénomène de conversion linguistique au sein de la population kurde locale.  

## Religions
La majorité de la population locale est de confession alévie, tandis qu’une petite minorité est sunnite.

## Économie
L’économie locale repose principalement sur l’élevage et l’agriculture, avec la culture de pistaches, d’olives et des produits céréaliers tels que le blé, le maïs et l’orge.

## Localité
Le district de Pazarcık comprend 84 quartiers (en turc : mahalle), :
| Quartiers (par ordre alphabétique)   | Dénomination(s) en kurde                        | Démographie                                                                                                | Tribu     | Branche de la tribu |
| ------------------------------------ | ----------------------------------------------- | --- | --------- | ------------------- |
| 1                                    |                                                 | |           |                     |
| 15 Temmuz                            |                                                 | |           |                     |
| A                                    |                                                 | |           |                     |
| Ahmet Bozdağ                         |                                                 | |           |                     |
| Akcakoyunlu                          |                                                 | |           |                     |
| Akçalar (auparavant Ağcalar)         | Axcon                                           | Exclusivement peuplé de Kurdes de confession alévie                                                        | Sinemilli |                     |
| Akdemir (auparavant Pulyanlı)        | Pûlyone Jerî                                    | Exclusivement peuplé de Kurdes de confession alévie                                                        | Sinemilli |                     |
| Armutlu                              | Dî Şakokê                                       | Exclusivement peuplé de Kurdes de confession alévie                                                        |           |                     |
| Aşağımülk                            | -                                               | Exclusivement peuplé de Turkmènes                                                                          | -         | -                   |
| Aşıklar                              | Gundê Gozan                                     | Exclusivement peuplé de Kurdes de confession alévie                                                        |           |                     |
| B                                    |                                                 | |           |                     |
| Bağdınısağır                         |                                                 | |           |                     |
| Beşçeşme                             |                                                 | Exclusivement peuplé de Turcs sunnites                                                                     |           |                     |
| Bölükçam (auparavant Dehliz)         | Delizê Gir                                      | Exclusivement peuplé de Kurdes de confession alévie                                                        | Sinemilli |                     |
| Büyüknacar Fatih                     |                                                 | |           |                     |
| Büyüknacar Kocadere                  |                                                 | |           |                     |
| Büyüknacar Merkez                    |                                                 | |           |                     |
| C                                    |                                                 | |           |                     |
| Cengiz Topel                         |                                                 | |           |                     |
| Ç                                    |                                                 | |           |                     |
| Çamlıca                              | Dî Bêxça                                        | Exclusivement peuplé de Kurdes de confession alévie                                                        | Sinemilli |                     |
| Çamlıtepe                            |                                                 | |           |                     |
| Çiçek                                |                                                 | |           |                     |
| Çiçekalanı                           | Dî Bilikon                                      | Exclusivement peuplé de Kurdes de confession alévie                                                        | Sinemilli |                     |
| Çiğdemtepe                           |                                                 | |           |                     |
| Çöçelli                              | Çoçalon                                         | Exclusivement peuplé de Kurdes de confession alévie                                                        | Atma      |                     |
| D                                    |                                                 | |           |                     |
| Damlataş (auparavant Kurtdere)       | Bûwan, Xorikan                                  | Exclusivement peuplé de Kurdes de confession alévie                                                        |           |                     |
| Dedepaşa                             |                                                 | Exclusivement peuplé de Kurdes de confession alévie                                                        |           |                     |
| E                                    |                                                 | |           |                     |
| Eğlen                                |                                                 | Exclusivement peuplé de Kurdes de confession alévie                                                        | Kılıçlı   |                     |
| Eğrice                               |                                                 | |           |                     |
| Emiroğlu                             |                                                 | |           |                     |
| Evri Pınarbaşı                       |                                                 | |           |                     |
| Evri Taşbiçme                        |                                                 | |           |                     |
| F                                    |                                                 | |           |                     |
| Fatih                                |                                                 | |           |                     |
| G                                    |                                                 | |           |                     |
| Ganidağıketiler                      | Ketil                                           | Exclusivement peuplé de Kurdes de confession alévie                                                        |           |                     |
| Göçer                                | Torinan                                         | Exclusivement peuplé de Kurdes de confession alévie                                                        | Atma      |                     |
| Göynük                               | Çarkazon                                        | | Sinemilli |                     |
| H                                    |                                                 | |           |                     |
| Hanobası                             |                                                 | Exclusivement peuplé de Kurdes de confession alévie                                                        |           |                     |
| Harmancık                            |                                                 | Exclusivement peuplé de Kurdes de confession alévie                                                        |           |                     |
| Hasankoca                            | Dî Mamadî Ûse ("Yusuf oğlu Mehmet köyü"), Bûgan | Exclusivement peuplé de Kurdes, à l'origine de confession alévie, mais qui ont par la suite été "sunnisés" | Atma      |                     |
| Hürriyet                             | Maxikon                                         | Exclusivement peuplé de Kurdes de confession alévie                                                        |           |                     |
| I                                    |                                                 | |           |                     |
| Incirli                              | Deravê                                          | Exclusivement peuplé de Kurdes de confession alévie                                                        | Sinemilli |                     |
| Iğdeli (auparavant Cimikanlı)        |                                                 | | Atma      | Bugan               |
| K                                    |                                                 | |           |                     |
| Kadıncık                             |                                                 | |           |                     |
| Karaağaç                             | Esmepûr                                         | Exclusivement peuplé de Kurdes de confession alévie                                                        | Sinemilli |                     |
| Karabıyıklı                          |                                                 | |           |                     |
| Karaçay                              |                                                 | |           |                     |
| Karagöl                              |                                                 | |           |                     |
| Karahüyük                            | Gundî Kulxêş                                    | Exclusivement peuplé de Kurdes de confession alévie                                                        |           |                     |
| Keleş                                |                                                 | |           |                     |
| Kızkapanlı                           | Zêtikan                                         | Exclusivement peuplé de Kurdes de confession alévie                                                        |           |                     |
| Kizirli                              | Ovdilon, Kizîron                                | Exclusivement peuplé de Kurdes de confession alévie                                                        | Sinemilli |                     |
| Kuzeykent                            |                                                 | |           |                     |
| M                                    |                                                 | |           |                     |
| Mehmet Emin Arıkoğlu                 |                                                 | |           |                     |
| Memiş Özdal                          |                                                 | |           |                     |
| Memişkahya                           | Di Mamiş                                        | Exclusivement peuplé de Kurdes de confession alévie                                                        |           |                     |
| Menderes                             |                                                 | |           |                     |
| Mezraa                               | Mêzre                                           | Exclusivement peuplé de Kurdes de confession alévie                                                        |           |                     |
| Payamlıbağ (auparavant Musolar)      | Dî Mûse/Musan                                   | Exclusivement peuplé de Kurdes de confession alévie                                                        | Sinemilli |                     |
| N                                    |                                                 | |           |                     |
| Narlı Bahçelievler                   |                                                 | |           |                     |
| Narlı Cumhuriyet                     |                                                 | |           |                     |
| Narlı İsmetpaşa                      |                                                 | |           |                     |
| Nefsidoğanlı                         |                                                 | |           |                     |
| O                                    |                                                 | |           |                     |
| Osmandede                            |                                                 | |           |                     |
| Ö                                    |                                                 | |           |                     |
| Ördekdede                            |                                                 | |           |                     |
| S                                    |                                                 | |           |                     |
| Sadakalar                            | Sadaqon                                         | Exclusivement peuplé de Kurdes de confession alévie                                                        | Sinemilli |                     |
| Sakarkaya                            |                                                 | |           |                     |
| Sallıuşağı                           | Soylon                                          | Exclusivement peuplé de Kurdes de confession alévie                                                        | Sinemilli |                     |
| Salmanıpak                           | Salmanî Pok                                     | Exclusivement peuplé de Kurdes de confession alévie                                                        | Sinemilli |                     |
| Salmanlı                             |                                                 | |           |                     |
| Sarıerik                             | Dî Qawon                                        | Exclusivement peuplé de Kurdes de confession alévie                                                        | Sinemilli |                     |
| Sarıl                                |                                                 | |           |                     |
| Soku                                 |                                                 | |           |                     |
| Sultanlar                            |                                                 | |           |                     |
| Ş                                    |                                                 | |           |                     |
| Şahintepe                            | Dî Xinto                                        | Exclusivement peuplé de Kurdes de confession alévie                                                        | Sinemilli |                     |
| Şehit Nurettin Ademoğlu              |                                                 | |           |                     |
| T                                    |                                                 | |           |                     |
| Taşdemir                             |                                                 | |           |                     |
| Tetirlik                             | Taterlî                                         | Exclusivement peuplé de Kurdes de confession alévie                                                        | Atma      |                     |
| Tilkiler                             | Rîvyon                                          | Exclusivement peuplé de Kurdes de confession alévie                                                        |           |                     |
| Turunçlu                             | Turûşon                                         | Exclusivement peuplé de Kurdes de confession alévie                                                        | Sinemilli |                     |
| U                                    |                                                 | |           |                     |
| Ufacıklı                             |                                                 | |           |                     |
| Ulubahçe                             |                                                 | |           |                     |
| Y                                    |                                                 | |           |                     |
| Yarbaşı (communément appelé Bekirli) | Bekîran, Qamikon                                | Exclusivement peuplé de Kurdes de confession alévie                                                        | Sinemilli | Şixraş              |
| Yeşilkent                            |                                                 | |           |                     |
| Yiğitler                             |                                                 | |           |                     |
| Yolboyu                              | Xidiran ("Hıdırlar")                            | Exclusivement peuplé de Kurdes de confession alévie                                                        |           |                     |
| Yukarıhöcüklü                        |                                                 | |           |                     |
| Yukarımülk                           |                                                 | |           |                     |
| Yumaklıcerit Bağlar                  |                                                 | |           |                     |
| Yumaklıcerit Cumhuriyet              |                                                 | |           |                     |

Note : Ne figurent pas dans le tableau les quartiers qui, autrefois, étaient rattachés au district de Pazarcık (et qui, à ce jour, conservent un lien fort avec celui-ci : voir supra) mais sont aujourd’hui intégrés à un autre district à la suite d’un découpage administratif territorial.
La plupart de ces « quartiers » du district de Pazarcık sont des villages dispersés partout autour de la ville de Pazarcık. Il convient de noter qu’il existe aussi des hameaux (en turc : mezra).
Est estimé à 160 le nombre de villages et de hameaux kurdes à Pazarcık.
Est estimé à 56 le nombre de villages alévis.

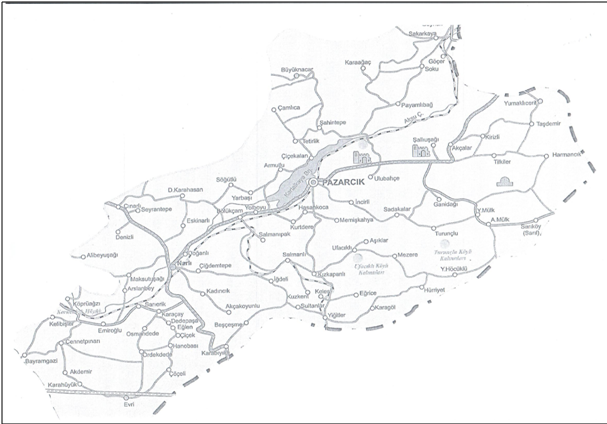
Carte du district de Pazarcık

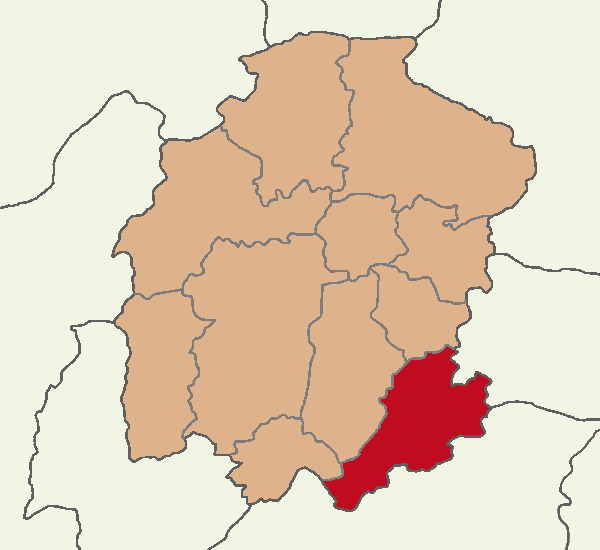
Carte mettant en évidence en rouge le district de Pazarcık dans la province de Kahramanmaraş

## Diaspora
Une caractéristique du district de Pazarcık est qu’il possède une proportion particulièrement élevée d’expatriés, et donc d’une diaspora remarquablement significative. La proportion d’expatriés originaires de Pazarcık dépasserait même la population totale du district de Pazarcık.
En effet, dans un premier temps, après le massacre de Maraş de 1978, Pazarcık a connu une politique d’extermination et de déportation, entraînant un exode important vers l’étranger, notamment vers l’Europe, et plus particulièrement l’Allemagne, la France ainsi que la Suisse,,,.
Dans un second temps, pour des raisons économiques, une partie de la population a quitté le district pour s’établir dans des villes voisines, telles que Gaziantep, Kahramanmaraş, Mersin ou Adana, ou dans des métropoles telle qu’Istanbul.
Aujourd’hui, la diaspora est répartie en Allemagne, en France, en Suisse, au Royaume-Uni, au Canada, en Italie, en Autriche…
En 2022, près de 6 000 jeunes ont quitté le district pour s’installer à l’étranger en raison de divers facteurs tels que les préoccupations économiques, un « manque de justice et sécurité » en Turquie,…
| Implantations    | Population | Nombre de personnes ayant émigré à l’étranger |
| ---------------- | ---------- | --------------------------------------------- |
| Pazarcık         | 24374      | 4523                                          |
| Akçalar          | 214        | 312                                           |
| Alibeyuşağı      | 534        | 452                                           |
| Armutlu          | 228        | 363                                           |
| Aşağımülk        | 844        | 89                                            |
| Aşıklar          | 10         | 0                                             |
| Bölükçam         | 171        | 85                                            |
| Büyüknacar       | 2963       | 122                                           |
| Çamlıca          | 157        | 211                                           |
| Çiçekalanı       | 139        | 157                                           |
| Eğrice           | 657        | 93                                            |
| Ganidağı         | 395        | 362                                           |
| Göçer            | 46         | 62                                            |
| Göynük           | 375        | 93                                            |
| Harmancık        | 64         | 146                                           |
| Hasankoca        | 97         | 215                                           |
| Hürriyet         | 515        | 251                                           |
| İncirli          | 35         | 92                                            |
| Karaağaç         | 420        | 243                                           |
| Karagöl          | 586        | 358                                           |
| Keleş            | 101        | 27                                            |
| Kızkapanlı       | 763        | 457                                           |
| Kizirli          | 650        | 463                                           |
| Kurtdere         | 391        | 76                                            |
| Kuzkent          | 196        | 452                                           |
| Memişkahya       | 294        | 303                                           |
| Mezra            | 505        | 83                                            |
| Payamlıbağ       | 489        | 447                                           |
| Sadakalar        | 609        | 627                                           |
| Sakarkaya        | 1227       | 43                                            |
| Salmanıpak       | 286        | 151                                           |
| Sarıköy          | 709        | 87                                            |
| Soku             | 350        | 266                                           |
| Sultanlar        | 470        | 57                                            |
| Şahintepe        | 572        | 463                                           |
| Şallıuşağı       | 308        | 321                                           |
| Taşdemir         | 487        | 52                                            |
| Tetirlik         | 1218       | 913                                           |
| Tilkiler         | 630        | 596                                           |
| Turunçlu         | 127        | 143                                           |
| Ufacıklı         | 955        | 141                                           |
| Ulubahçe         | 423        | 47                                            |
| Yarbaşı          | 72         | 27                                            |
| Yeniyurt         | 185        | 63                                            |
| Yiğitler         | 263        | 43                                            |
| Yolboyu          | 64         | 57                                            |
| Yukarıhöcüklü    | 481        | 118                                           |
| Yukarımülk       | 578        | 86                                            |
| Yumaklıcerit     | 2012       | 297                                           |
| Narlı            | 8798       | 2173                                          |
| Akçakoyunlu      | 234        | 57                                            |
| Akdemir          | 456        | 151                                           |
| Aslanbey         | 244        | 59                                            |
| Başçeşme         | 926        | 118                                           |
| Bayramgazi       | 352        | 176                                           |
| Cennetpınarı     | 293        | 213                                           |
| Çınarlı          | 375        | 137                                           |
| Çiçekköy         | 64         | 27                                            |
| Çiğdemtepe       | 820        | -                                             |
| Çöçelli          | 569        | 320                                           |
| Dedepaşa         | 66         | 93                                            |
| Denizli          | 361        | 77                                            |
| Doğanlı          | 494        | 452                                           |
| Doğanlıkarahasan | 651        | 253                                           |
| Eğlen            | 166        | 92                                            |
| Emiroğlu         | 621        | 127                                           |
| Eskinarlı        | 353        | 131                                           |
| Evri             | 3758       | 156                                           |
| Hanobası         | 89         | 53                                            |
| İğdeli           | 602        | 226                                           |
| Kadıncık         | 245        | 63                                            |
| Karabıyıklı      | 452        | 76                                            |
| Karaçay          | 265        | 157                                           |
| Karahöyük        | 563        | 83                                            |
| Kelibişler       | 194        | 98                                            |
| Köprüağzı        | 190        | 85                                            |
| Maksutuşağı      | 364        | 128                                           |
| Osmandede        | 314        | 95                                            |
| Ördekdede        | 571        | 131                                           |
| Salmanlı         | 335        | 63                                            |
| Sarıerik         | 110        | 51                                            |
| Seyrantepe       | 289        | 124                                           |
| Söğütlü          | 205        | 69                                            |
| Total            | 72628      | 21450                                         |

### Diaspora en France
Dans son ouvrage intitulé Journal des anthropologues publié en 1993, l’anthropologue Anne Vega écrit que les Kurdes alévis originaires de Kahramanmaraş, notamment ceux originaires de Pazarcık et de Elbistan, constituent la majorité de la population kurde à Paris ainsi que la plupart des réfugiés politiques kurdes.

### Diaspora en Suisse
Une étude réalisée par l’Office fédéral des migrations de Suisse et intitulée Diaspora et communautés de migrants de Turquie en Suisse, révèle que la majorité des Kurdes résidant en Suisse sont originaires de Pazarcık (et des régions de Kahramanmaraş et Erzincan).

## Tribus
La nation kurde se caractérise par son fractionnement en tribus (en turc : aşiret). Il en existe deux principaux à Pazarcık : la tribu Sinemilli (en turc : Sinemilli aşireti ; en kurde : eşira Sînemîllî) et la tribu Atma (en turc : Atma/Atmalı aşireti ; en kurde : eşira Otmî).

## Sport
Pazarcık Aksuspor est le club de football professionnel local, créé en 1972.

## Éducation
Les établissements d’enseignement de la ville sont :

### Écoles maternelles
- Pazarcık Anaokulu
- Pazarcık Gelişim Anaokulu

### Écoles primaires
- Pazarcık Atatürk Ilkokulu
- Pazarcık Cengiz Topel Ilkokulu
- Pazarcık Cumhuriyet Ortaokulu
- Pazarcık Çimko Ilkokulu
- Pazarcık Fatih Ilkokulu
- Pazarcık Gazi Ilkokulu
- Pazarcık İmam Hatip Ortaokulu
- Pazarcık İstiklal Halil Arık Ortaokulu
- Pazarcık Mehmet Akif Ersoy Ortaokulu
- Pazarcık Yatılı Bölge Ortaokulu
- Pazarcık Yavuz Selim Ortaokulu
- Pazarcık 15 Temmuz Şehitleri Ilkokulu

### Écoles secondaires
- Pazarcık Aksu Mesleki ve Teknik Anadolu Lisesi
- Pazarcık Anadolu Lisesi
- Pazarcık Anadolu İmam Hatip Lisesi
- Pazarcık Atatürk Anadolu Lisesi
- Pazarcık Fen Lisesi
- Pazarcık Kipaş Çok Programlı Anadolu Lisesi
- Pazarcık Mesleki ve Teknik Anadolu Lisesi

### Établissement d'enseignement supérieur
- Pazarcık Meslek Yüksek Okulu

## Gastronomie
Quelques plats et desserts couramment consommés à Pazarcık :
- Puşuruk : un dessert semblable au muhallebi, une sorte de flan au lait. Il est généralement servi avec du beurre fondu. Une autre recette incorpore également du pekmez, qui correspond à une mélasse de raisin.
- Havırşık : un dessert préparé avec des morceaux de yufka mélangés à du pekmez et du beurre fondu.
- Şekerli peynirli börek : une variante sucrée du börek qui combine du fromage avec du sucre, un mélange qui est ensuite enveloppé dans une pâte.
- Çörek : il en existe deux versions : l’une salée, l’autre sucrée. Dans tous les cas, les recettes incluent des graines de nigelle (en turc : çörek otu).
- Cevizli sucuk : une confiserie séchée au soleil à base de pekmez, de farine et de noix.
- Tarhana (en kurde : keşk) : un mélange formé de céréales et de yaourt séché au soleil, qui peut être consommé comme tel. Il en existe diverses variantes, dont avec de la menthe séchée, du piment rouge…
- Firik tarhana : en l’occurrence, le mélange est partiellement séché et est généralement consommé avec des oléagineux, tels des noix ou des amandes.
- Sıkma tarhana : en l’occurrence, la version solide de ce mélange sert de base pour le tarhana çorbası, une soupe traditionnelle.
- Tarhana çorbası : une soupe dont l’ingrédient principal est le tarhana.
- Kömbe (en kurde : kılor) : une sorte de pizza farcie soit d’un mélange de viande hachée, de pommes de terre et d’oignons, soit d'un mélange de fromage et d’épinards.
- Lozık : des boulettes à base de boulghour et de viande de poulet bouillies. Il en existe deux variantes : dans la première, elles sont servies avec du yaourt et du beurre fondu, et dans la seconde, dans une soupe contenant de la viande.
- Meyhane pilavi (en kurde : tâvaşi) : du boulghour préparé avec du concentré de poivrons et des légumes, tels des oignons, des poivrons et/ou des tomates.
- Içli köfte : des boulettes légèrement allongées, fourrées d’un mélange de viande hachée, d’oignons et de noix, et enveloppées d’une pâte à base de blé, puis bouillies et parfois frites.
- Zeytinyağlı kuru dolma : des légumes séchés tels des poivrons, des aubergines, des concombres et farcis d’un mélange de viande hachée, de concentré de poivrons, de riz, d’oignons, de persil et/ou de légumes.
- Yaprak sarma : des feuilles de vigne farcies du même mélange.
- Lahana sarması : des feuilles de choux blancs farcies du même mélange.
- Soğan dolması : des oignons farcies du même mélange.
- Çiğ köfte ou Yağlı köfte : des boulettes à base de boulghour, de purée de tomates, de concentré de poivrons, d’oignons et de persil, mais aussi d’une généreuse quantité d’huile d’olive chauffée.

Tous les plats sont généralement (très) épicés.

## Liste des maires
- Memiş Özdal (CHP)
- Kamil Dalkara (CHP) [2009-2014]
- Yakup Hamdi Bozdağ (AKP) [2014-2019]
- Ibrahim Yilmazcan (AKP) [2019-2024]
- Haydar Ikizer (CHP) [2024-2029]

## Personnalités liées à la ville
- Erdoğan Yeşilyurt (1993 ; Euskirchen, Allemagne –), un footballeur professionnel allemand.
- Ali Can (1993 ; Pazarcık, Kahramanmaraş, Turquie –), un militant social allemand d’origine kurde.
- Agît Kabayel (1992 ; Leverkusen, Allemagne –), un boxeur professionnel allemand d’origine kurde.
- KC Rebell (1988 ; Pazarcık, Kahramanmaraş, Turquie –), de son vrai nom Hüseyin Kökseçen, un rappeur allemand d’origine kurde.
- Firaz Baran (1975 ; Akdemir, Pazarcık, Kahramanmaraş, Turquie –), un journaliste, chercheur et écrivain turc d’origine kurde.
- Soner Sarıkabadayi (1978 ; Pazarcık, Kahramanmaraş, Turquie –), un chanteur et compositeur turc.
- Elif Sonzamancı, une présentatrice de télévision turque.
- Bejan Matur (1968 ; Maksutuşağı, Dulkadıroğlu, Kahramanmaraş, Turquie –), une poétesse et écrivaine turque d’origine kurde.
- Engîn Sincer (1969 ; Seyrantepe, Dulkadıroğlu, Kahramanmaraş, Turquie – 2003 ; Monts Qandil, Irak), de son vrai nom Erdal Sincer, un combattant engagé au sein du PKK[20],[21].
- Mahmut Toğrul (1967 ; Tilkiler, Pazarcık, Kahramanmaraş, Turquie –), un politicien turc d’origine kurde.
- Ruhi Karadağ (1966 ; Pazarcık, Kahramanmaraş, Turquie –), un producteur de cinéma turc.
- Kasım Engin (1966 ; Pazarcık, Kahramanmaraş, Turquie – 2020 ; Bradost, Irak), de son vrai nom Ismail Nazlıkul, un socialiste, historien et commandant du PKK, au sein duquel il a été un acteur clé et précurseur[22],[23],[24],[2].
- Fatma Kurtulan (1964 ; Kahramanmaraş, Turquie –), une politicienne turque d’origine kurde.
- Besê Anuş (1960 ; Karaağaç, Pazarcık, Kahramanmaraş, Turquie – 1981 ; Aksu Nehri, Kahramanmaraş, Turquie), une guérillera qui s’est engagée pour la cause kurde aux côtés du PKK, l’une des premières à reconnaître l’existence du PKK mais aussi l’une des premières à perdre la vie dans cette lutte[25],[26],[27],[28].
- Dilber Ay (1956 ; Pazarcık, Kahramanmaraş, Turquie – 2019), une chanteuse turque.
- Hasan Yükselir (1955 ; Ördekdede, Pazarcık, Kahramanmaraş, Turquie –), un chanteur et compositeur turc.
- Âşık Kul Ahmet (1932 ; Bozlar, Çağlayancerit, Kahramanmaraş, Turquie – 1997), de son vrai nom Ahmet Kartalkanat, un achik turc d’origine kurde[29],[30].
- Ferruh Bozbeyli (1927 ; Pazarcık, Kahramanmaraş, Turquie – 2019 ; Ankara, Turquie), un politicien turc.
- Elif Ana [en kurde : Atê Elif] (1908 ; Akdemir, Pazarcık, Kahramanmaraş, Turquie – 1991 ; Akdemir, Pazarcık, Kahramanmaraş, Turquie), de son vrai nom Elif Sugan, une sainte sacrée qui occupe une place importante parmi la communauté alévie. Elle repose dans un mausolée (en turc : türbe), un lieu de pèlerinage où les fidèles viennent exprimer leurs vœux (que ce soit pour avoir des enfants, trouver un époux, ou trouver remède à ses maux…)[31].
- Ali Qutê, aussi appelé Ali Baba [en kurde : Olîye Qutê] (1894 ; Çiğli, Dulkadıroğlu, Kahramanmaraş, Turquie – 1949 ; Eğlen, Pazarcık, Kahramanmaraş, Turquie), un saint sacré pour la population locale. Il repose également dans un mausolée, où les fidèles viennent formuler leurs vœux[31].
- Molla Mehmet Karayılan (1988-1920 ; Gaziantep, Turquie), un héros local à qui un monument est dédié.
- Hemi Tazı, aussi appelé Hemo Baba, un saint. Il repose également dans un mausolée, où viennent se recueillir les fidèles[31].
- Salman-ı Pak, aussi appelé Salman Baba. Il repose également dans un mausolée, où viennent se recueillir les fidèles[31].

## Galerie

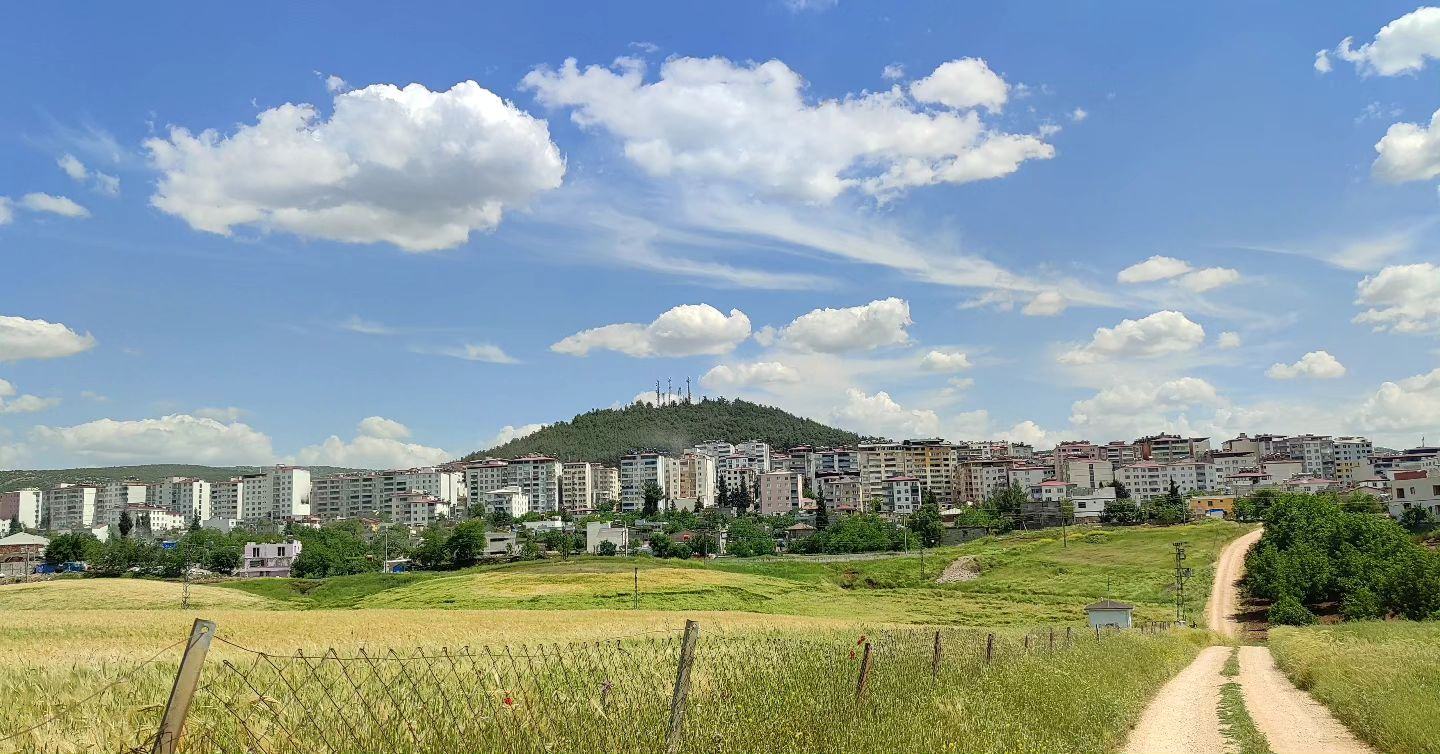
Le paysage urbain de Pazarcık.
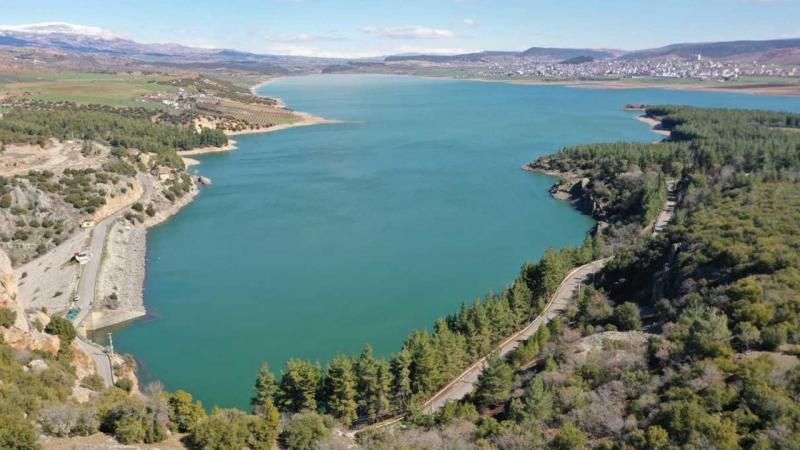
Le barrage de Kartalkaya.
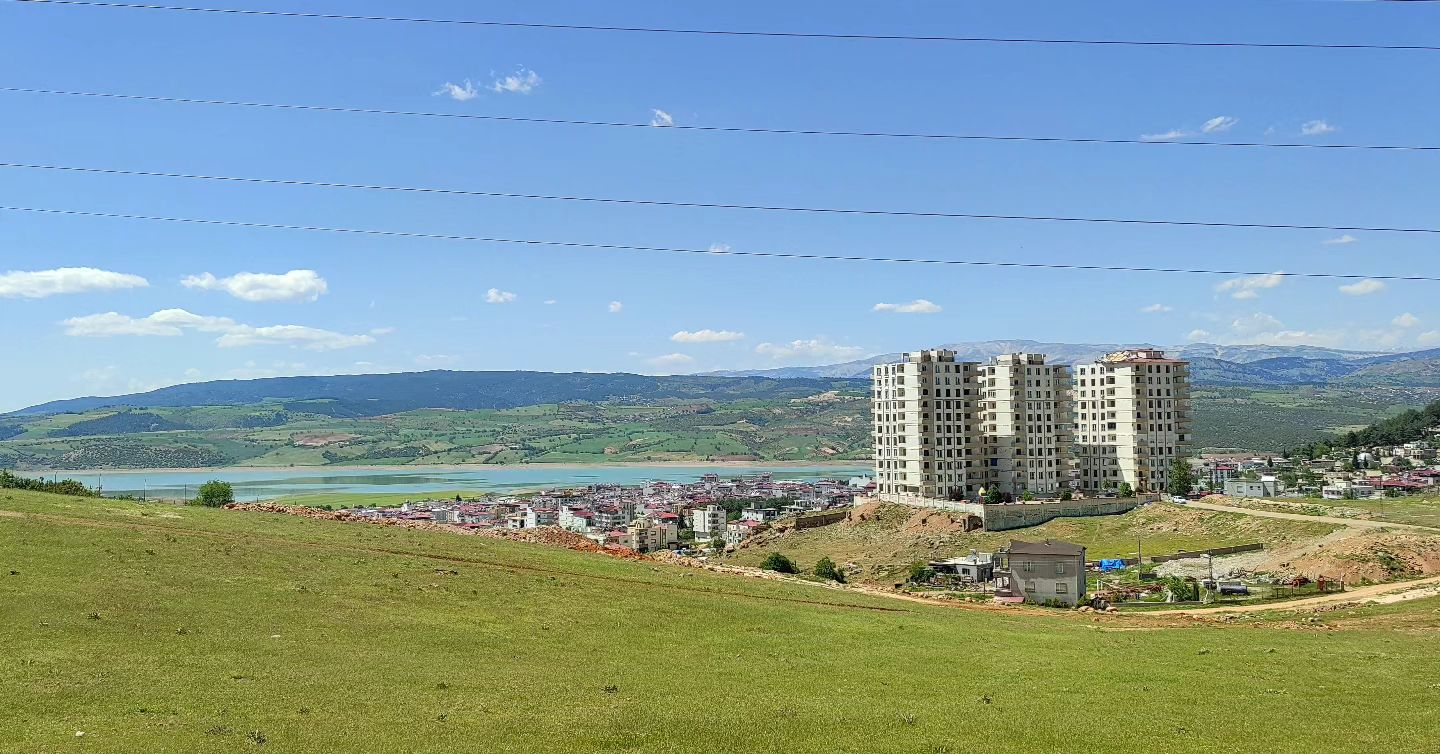
Le paysage urbain de Pazarcık.
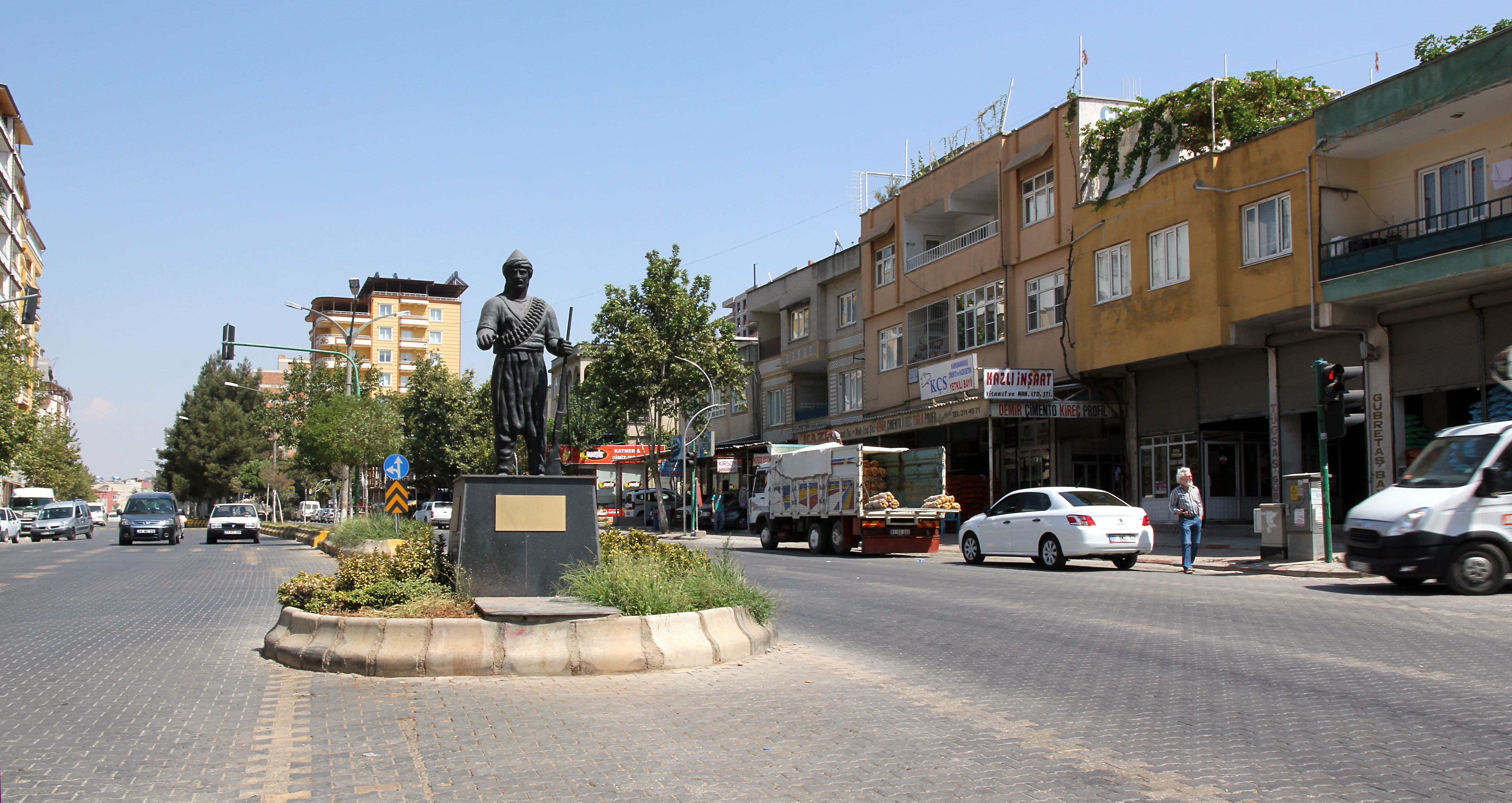
Le monument du héros local, Molla Mehmet Karayılan.
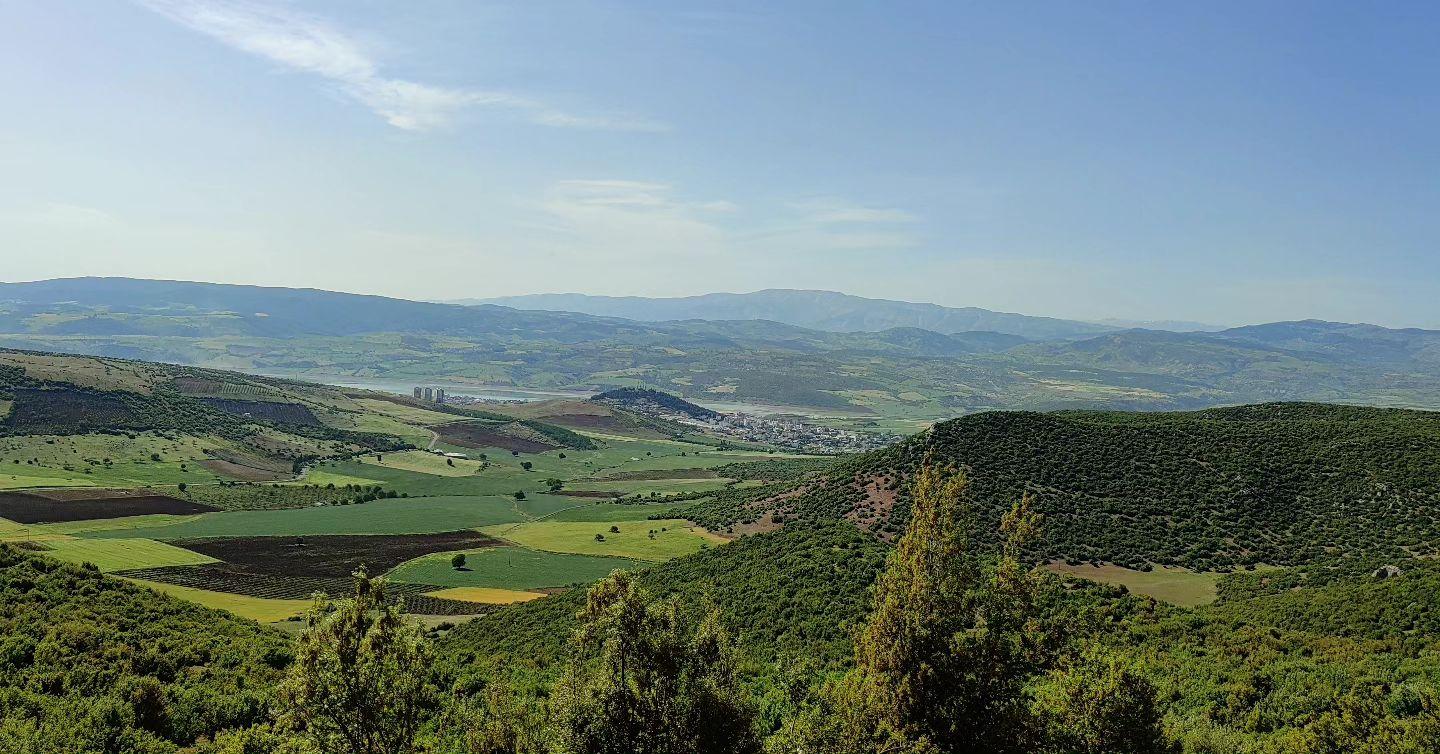
Une vue à distance de la ville de Pazarcık.
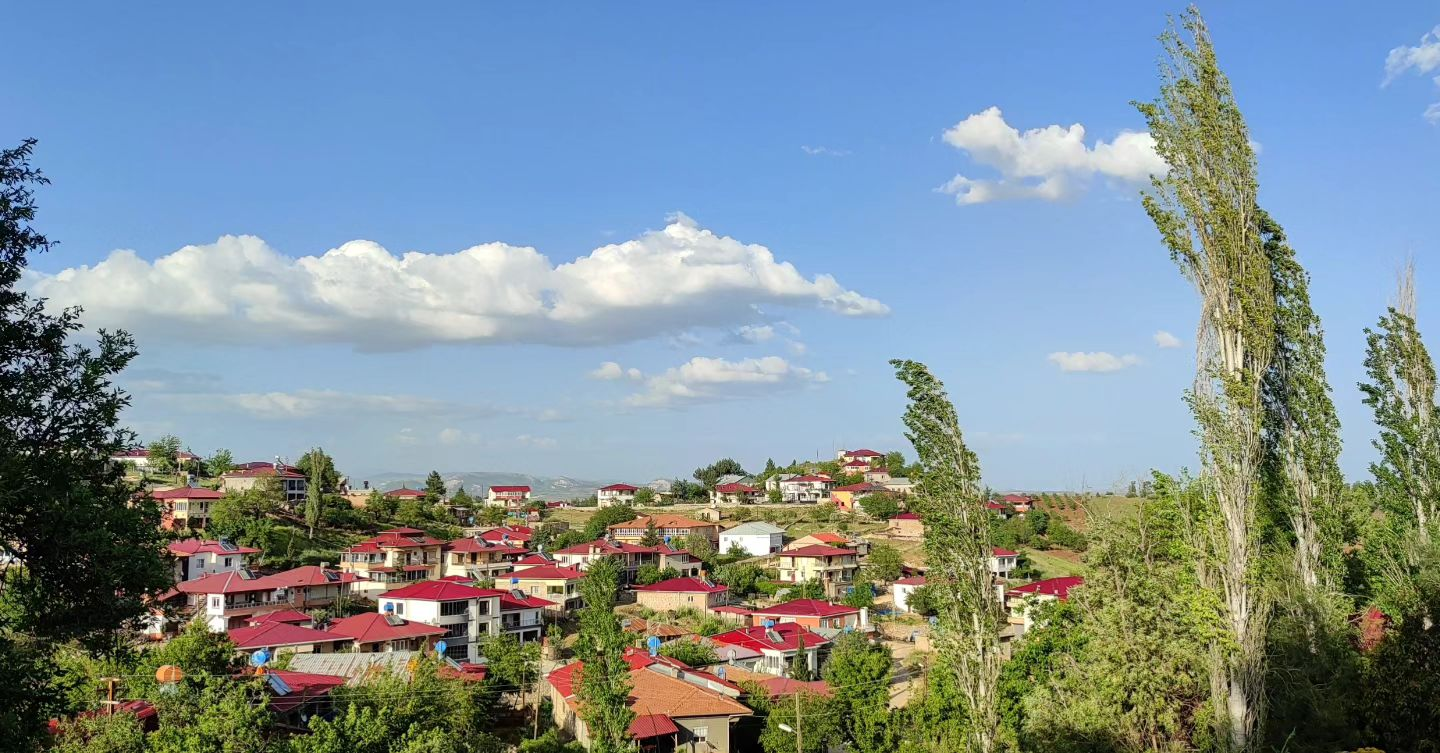
Un village du district de Pazarcık : Musolar.
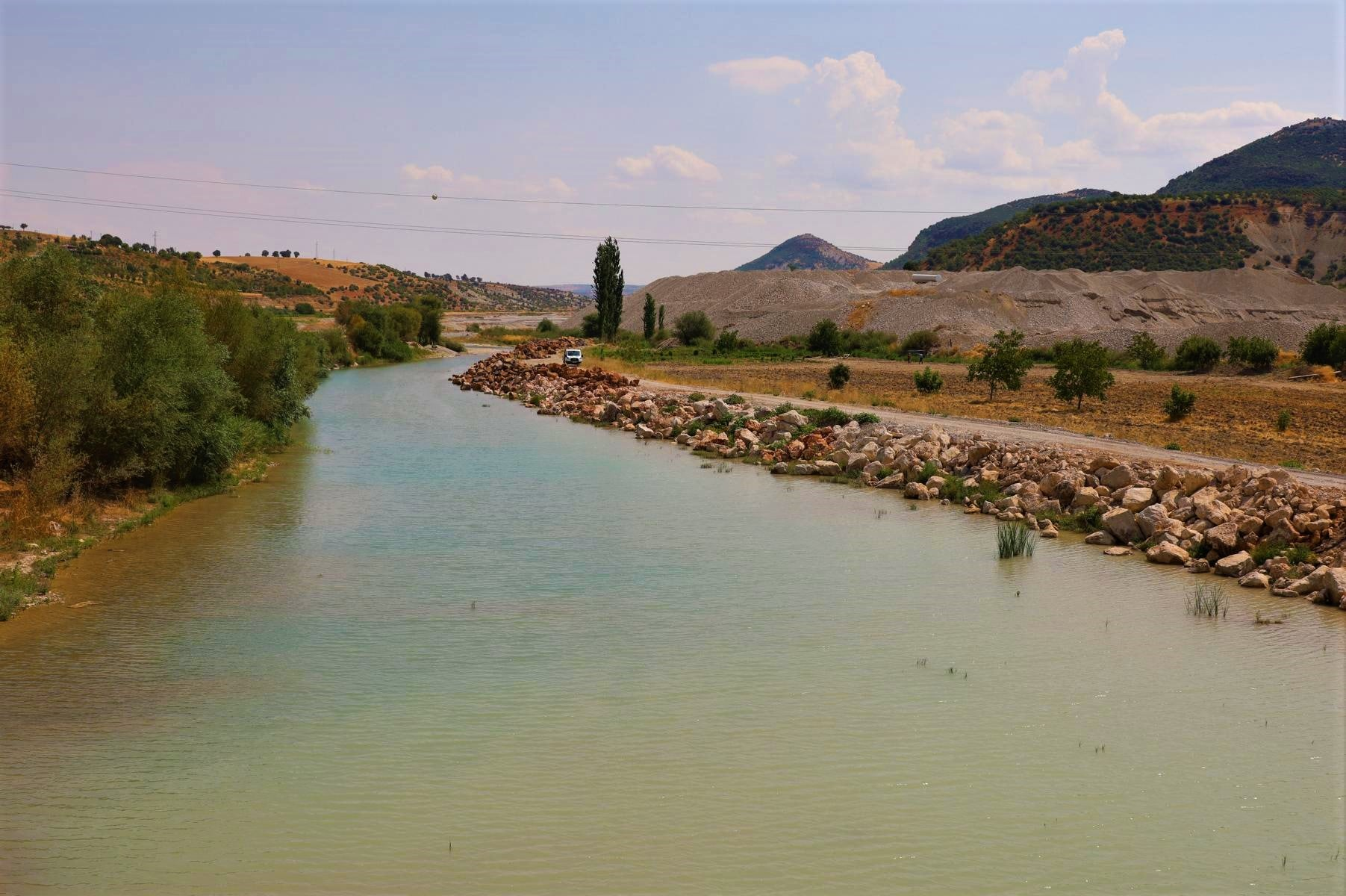
La rivière Aksu.
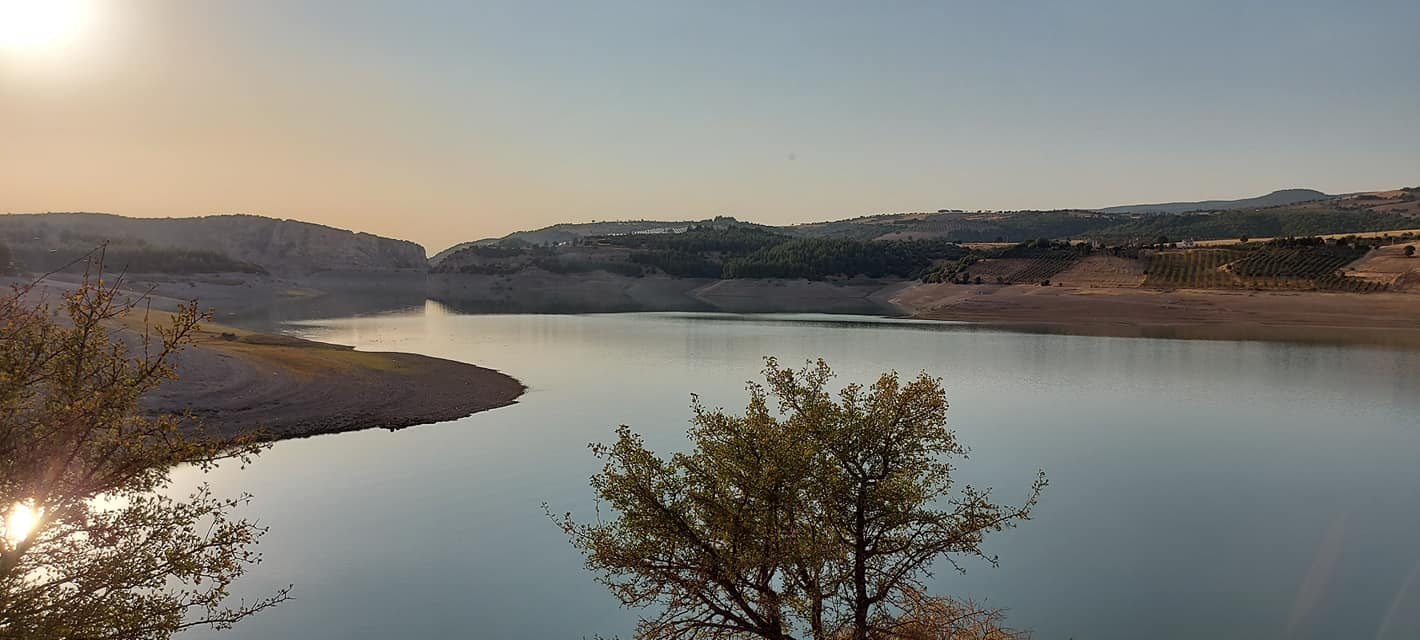
Le barrage de Kartalkaya.
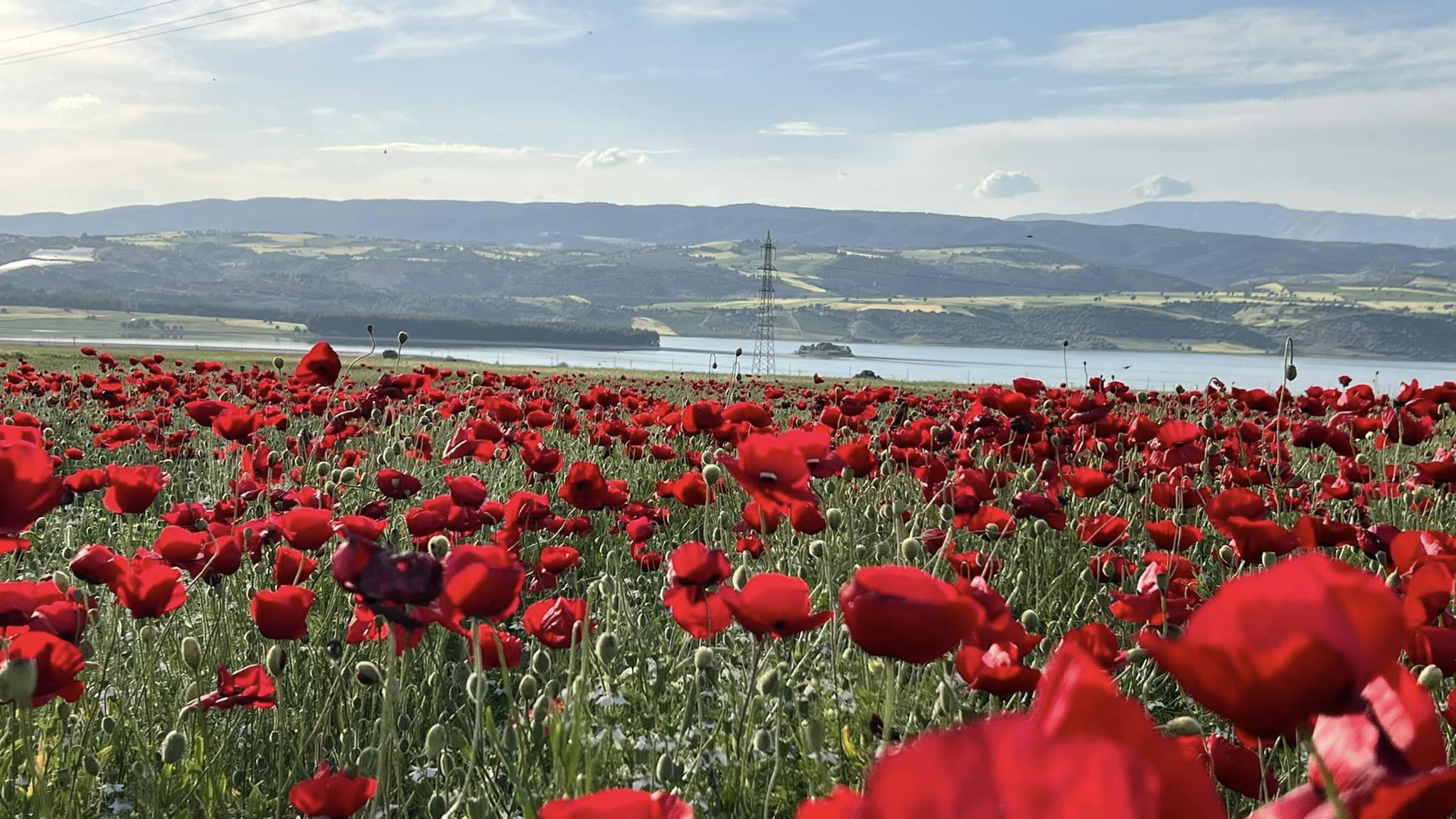
Un champ de coquelicots face au barrage de Kartalkaya.
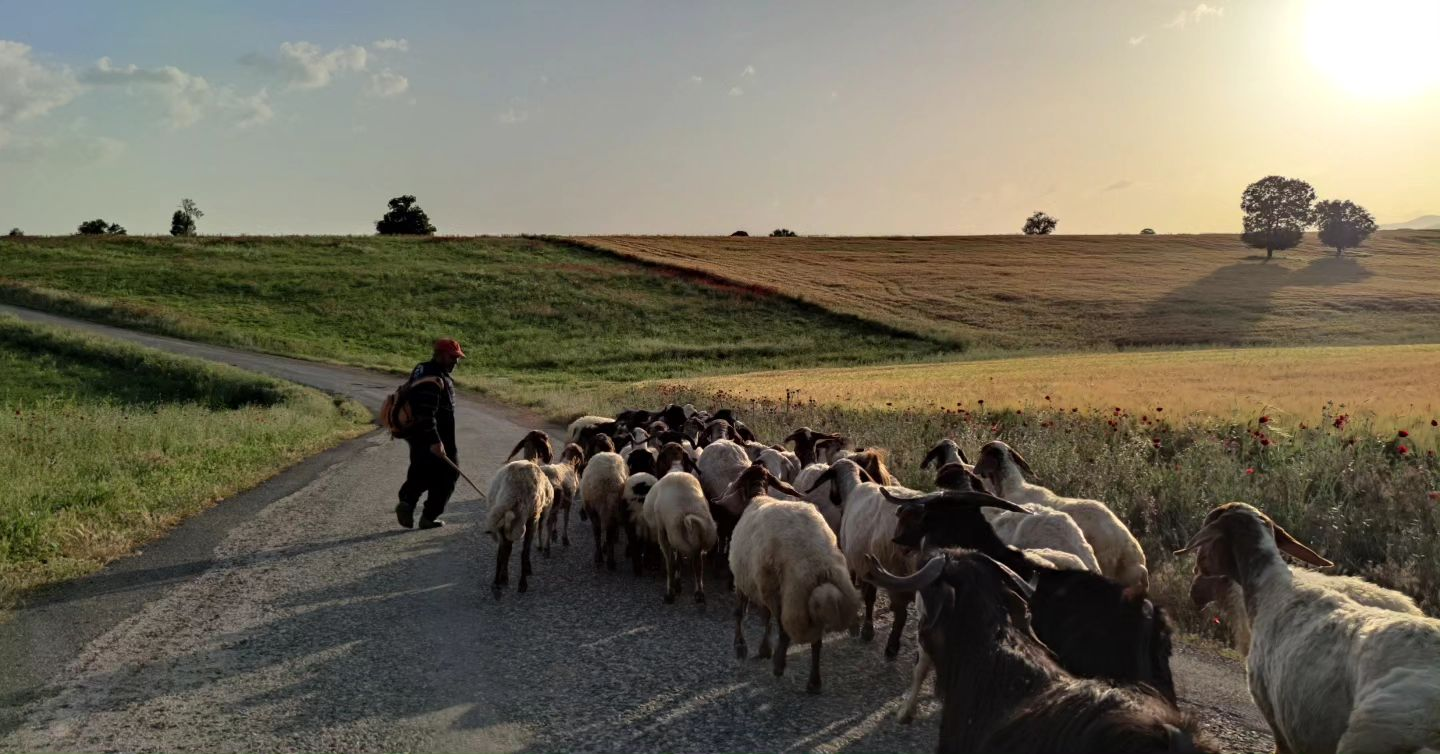
Un berger guidant son troupeau de moutons à l’aide de son bâton de berger vers les pâturages.
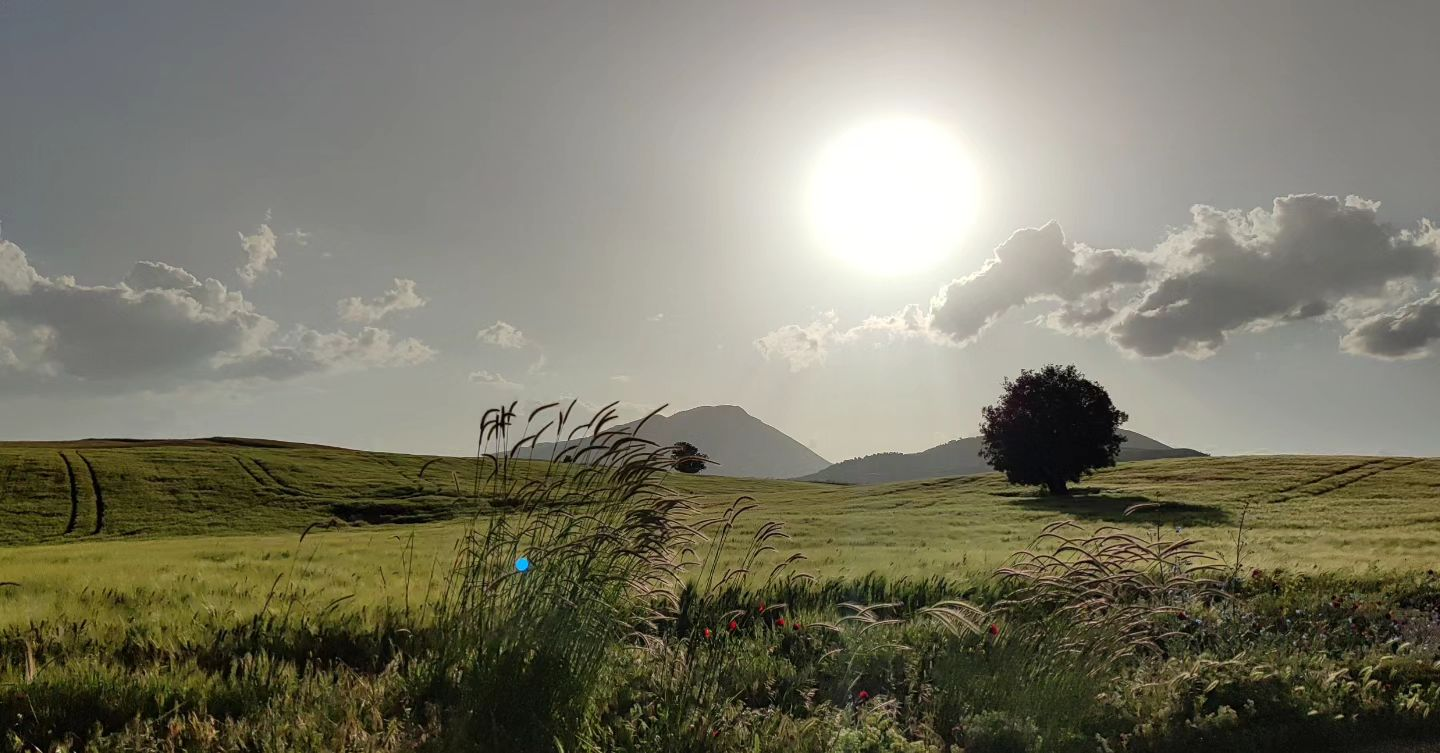
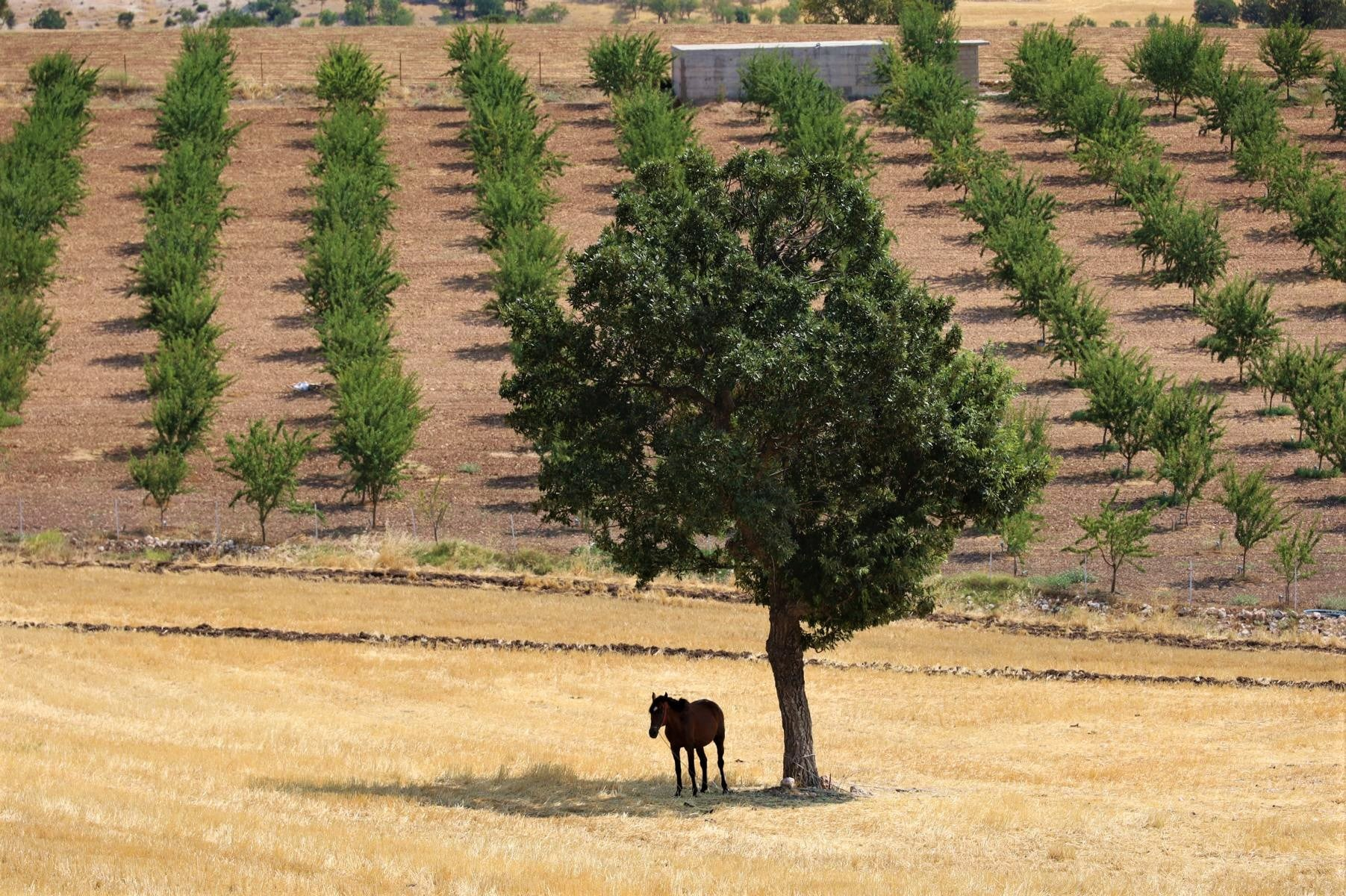
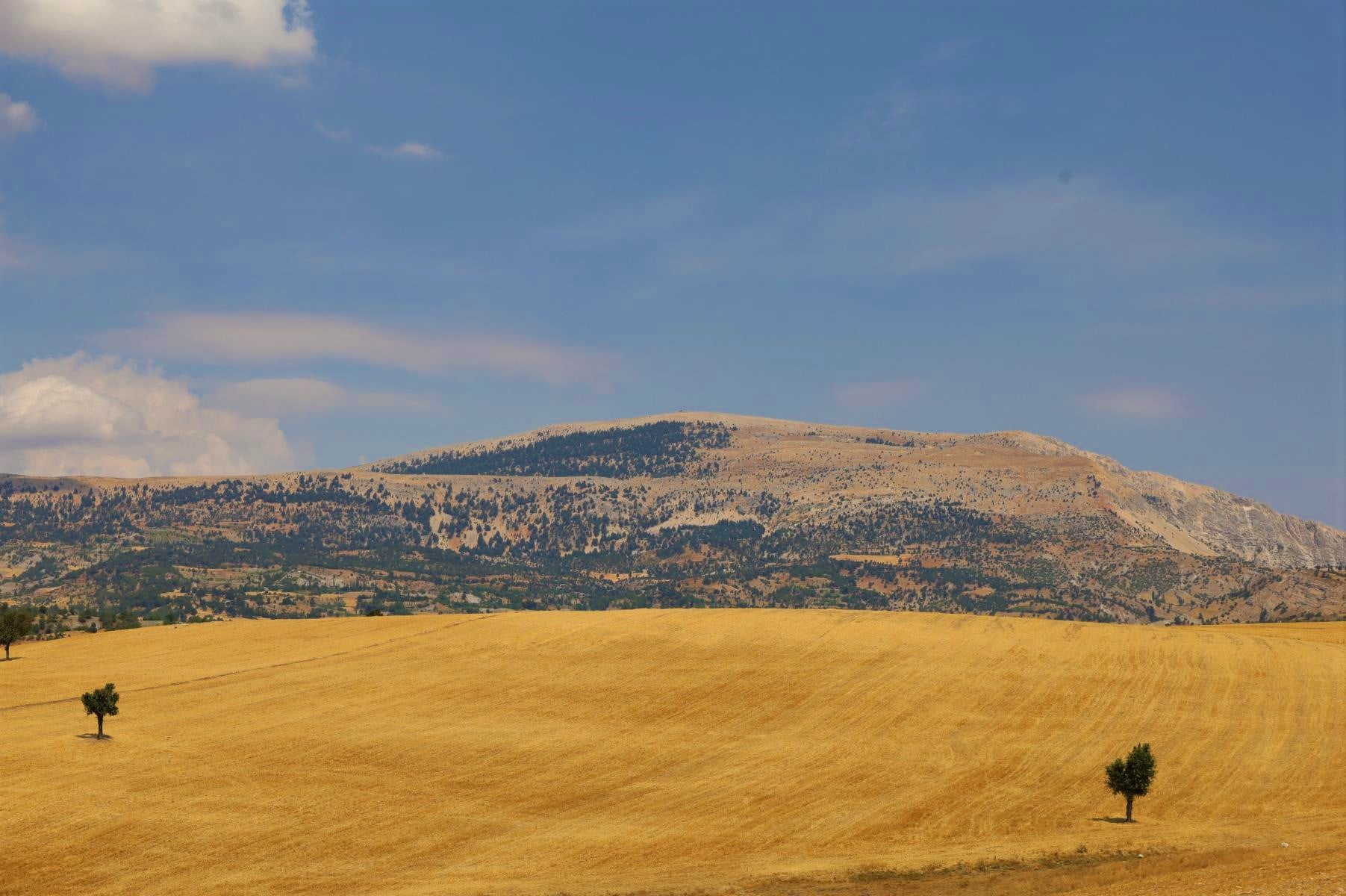
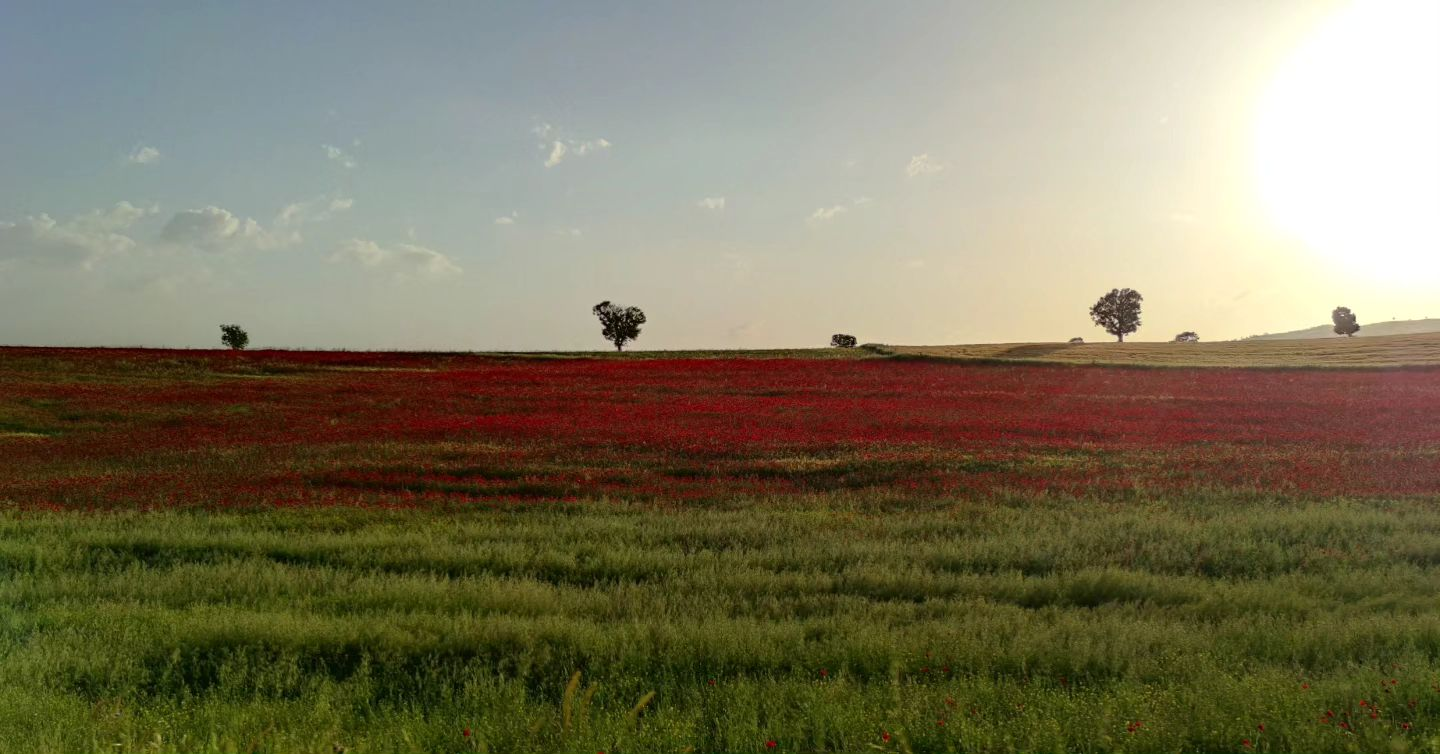
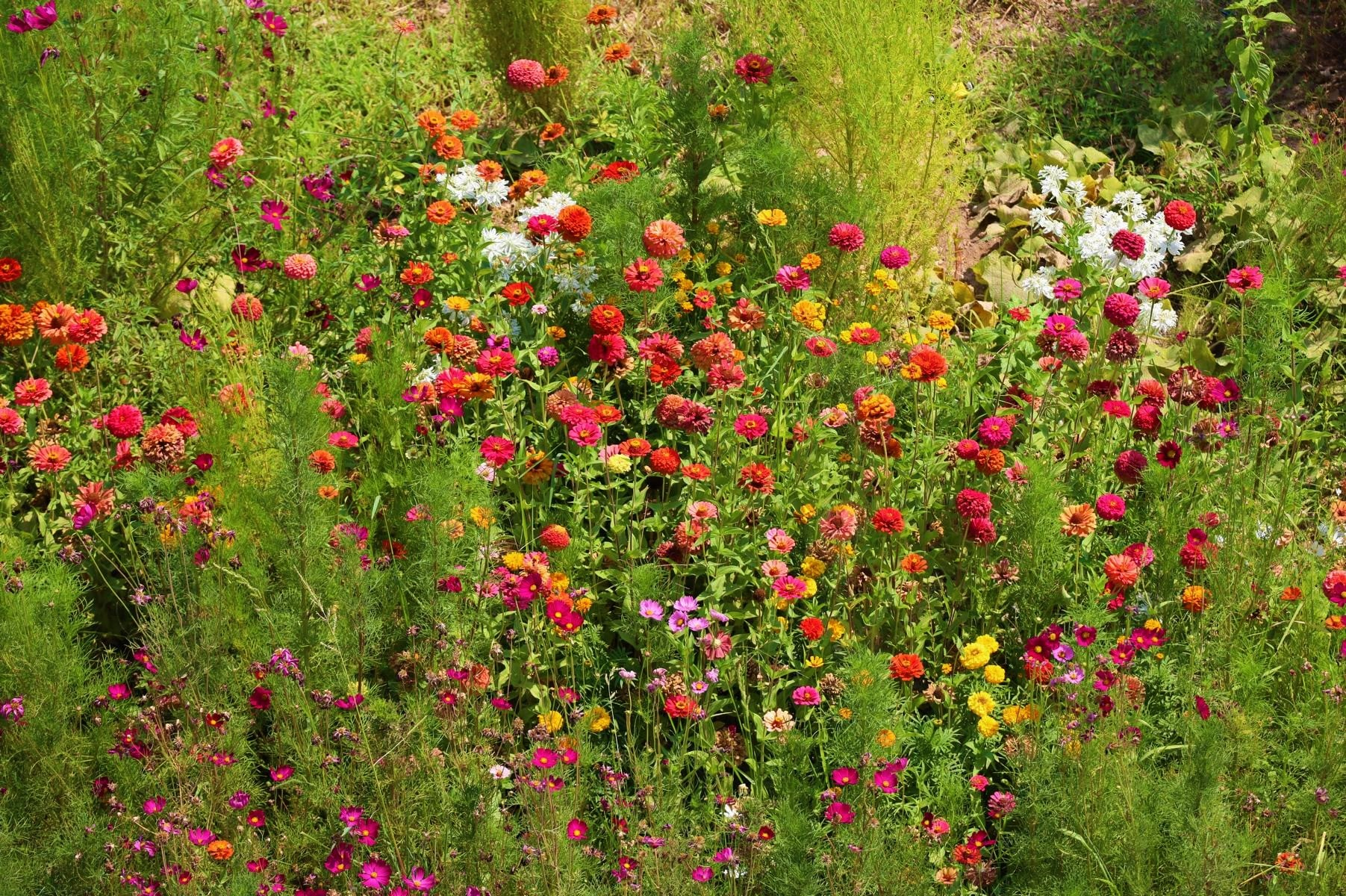